# Ларьёган (приток Ваха)
Ларьёган (устар. Ларь-Еган) — река в России, протекает по Нижневартовскому району Ханты-Мансийского АО. Устье реки находится в 5 км по левому берегу протоки Большой Пасал реки Вах. Длина реки составляет 70 км. Площадь водосборного бассейна — 761 км².

## Притоки
- 23 км: Левая Материковая
- 41 км: Правая Материковая
- 47 км: Малый Эмторпетеёган
- 51 км: Эмторпетеёган

## Данные водного реестра
По данным государственного водного реестра России относится к Верхнеобскому бассейновому округу, водохозяйственный участок реки — Вах, речной подбассейн реки — бассейн притоков (Верхней) Оби от Васюгана до Ваха. Речной бассейн реки — (Верхняя) Обь до впадения Иртыша.